# Shivalik

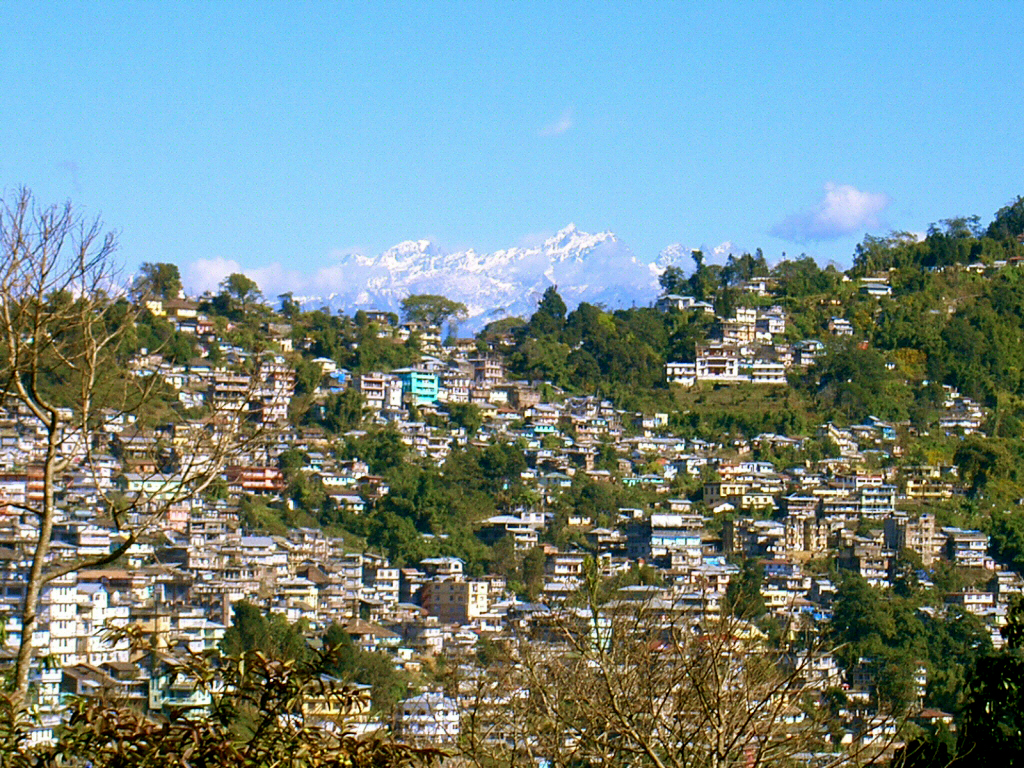
La città di Kalimpong e sullo sfondo l'Himalaya.

Shivalik (sanscrito: शिवालिक - Śivālika), scritto talvolta come Siwalik o Shiwalik Hills o Churia, Chure Hills o Himalaya Esterno è una catena montuosa sub-himalayana. Del sistema himalayano costituisce la catena più a sud e più recente geologicamente. Si estende per circa 1600 km ad ovest del fiume Tista in Sikkim attraversando Nepal, India ed Pakistan settentrionale.
Queste montagne corrono parallelamente rispetto al vicino Himalaya e, nonostante la lunghezza, presentano una larghezza di soli 16 km. L'altitudine media è compresa tra i 900 e i 1200 metri.
I monti Shivalik rappresentano un punto di sutura tra la placca indiana e la placca euroasiatica, e sono principalmente composti da rocce sedimentarie quali arenaria e conglomerati che costituivano l'antico fondale marino.
Sono stati rinvenuti numerosi fossili nella regione, tra cui quelli del Ramapithecus.
Queste alture sono prevalentemente ricoperte dalla foresta tropicale, ed il terreno risulta inadatto all'agricoltura.